# Annite
L'annite est un minéral de la famille des phyllosilicates appartenant au groupe des micas, de formule chimique KFe32+AlSi3O10(OH)2. L'annite est le pôle pur fer du groupe de minéraux de la biotite, soit l'analogue riche en fer du phlogopite riche en magnésium. C'est l'analogue hydroxyle de la fluorannite et elle forme une série de solution solide avec le phlogopite.
L'annite est monoclinique et contient des cristaux tabulaires et des fragments de clivage avec des contours pseudohexagonaux. Elle forme des macles de contact avec une surface de composition {001} et un axe de macle selon {310}.
L'annite a été décrite la première fois en 1868 pour une occurrence au Cap Ann, Rockport, comté d'Essex dans le Massachusetts, USA. On la trouve également sur le pic Pikes, comté d'El Paso au Colorado.  On la trouve dans des roches ignées et métamorphiques qui sont déficientes en magnésium et elle est associée à la fluorine et au zircon dans la localité type.

## Utilisation
L'annite est membre du groupe des micas et a des propriétés très similaires à celles d'autres micas tels que la muscovite et la biotite. Plus significativement, l'annite est intéressante pour les géologues car elle peut être utilisée pour la datation par le potassium-argon. Comme l'annite contient de grandes quantités de potassium, elle peut être utilisée pour trouver l'âge absolu de roches d'âge supérieur à 1000 ans. Ce type de datation conserve également un enregistrement de la direction et l'intensité du champ magnétique local, donnant aux géologues de terrain une meilleure connaissance de leur environnement.